# Deutschfieber
Deutschfieber ist ein deutscher Spielfilm aus dem Jahre 1992. Er ist die ungeplante Fortsetzung von Der Willi-Busch-Report aus dem Jahre 1979.

## Handlung
Mit dem 9. November 1989 steht die Welt Kopf. Nicht nur die Mauer in Berlin fällt, auch die innerdeutsche Grenze im Werratal wird niedergewalzt. Ein Ausnahmezustand, der alles möglich zu machen scheint. Und Willi Busch hätte den historischen Moment beinahe verschlafen. Als ehemaliger Reporter der untergegangenen „Werra-Post“ hatte er es sich am „Ende der westlichen Welt“ inzwischen gemütlich gemacht. Seit seinem letzten Versuch, die Auflage der Zeitung mit erfundenen Sensationen noch einmal unter nervenaufreibenden Umständen in die Höhe zu treiben, ist die Zeit fast stehen geblieben. Nichts mehr passiert. Willi befindet sich sozusagen noch immer in Kur, hätte sein Beruf doch beinahe seine Gesundheit ruiniert.
Es ist seine Tochter Sascha aus der DDR, die ihn aus diesem Schlaf reißt. Nicht nur, dass sie mit seinem vor sich hinrottenden Messerschmitt-Kabinenroller auf der Stelle eine Probefahrt machen will. Sie will noch viel mehr. Als Folge einer 15 Jahre zurückliegenden deutsch-deutschen Begegnung der besonderen Art kann sie das jedenfalls von ihrem westlichen „Rabenvater“ erwarten. Da sie zudem auch noch so manchen Vers des berühmten Übervaters Wilhelm Busch auf den Lippen hat, ist eine Verwechslung ausgeschlossen. Wie auf der Kirmes zieht sie Willi in den Taumel der historischen Ereignisse. Willi wirkt regelrecht reanimiert.
Er ist zu so manchen Ost-Expeditionen bereit. Lernt einen tagelang schwimmenden Olympia-Silbermedaillengewinner kennen, kommt einer Laborantin des geheimnisvollen „Haus des Körpers“ sehr nah, begegnet „Goliath“ dem „Rekultivierungstier“ und beobachtet DDR-Grenzer in der Sinnkrise beim Yogakurs. Er selbst nimmt an einem dubiosen „deutsch-deutschen Markttest“ teil. Ebenso bleiben ihm die hektischen Aktivitäten der Stasi nicht verborgen, auch wenn tonnenweise Bananen davon ablenken sollten. Unverhofft ist er so plötzlich in die Neugründung der „Werra-Post“ verstrickt. Mit Hilfe seiner herbeigeeilten Schwester Adelheid, der ehemaligen Herausgeberin und Willis ehemaliger Geliebten Helga erscheint bereits die erste Neuausgabe. Mit großem Erfolg und entsprechenden Folgen. Im wiedervereinigten Werratal droht eine zweite friedliche Revolution. Man will die einmalige Gunst der Stunde nutzen, um eine neue unabhängige „Werra-Republik“ zu gründen. Und Willi Busch soll zu ihrem ersten Präsidenten gewählt werden.

## Kritiken
„Die Mauer geht auf. Prinz Messerschmitt Willi Busch (Thilo Prückner) wird von einer Außerirdischen wach geküßt, seiner Tochter von drüben, die aus dem sozialistischen Paradies Burgstadt in den westlichen Himmel Friedheim gefallen ist. Von da an erzählt Niklaus Schillings ‚Deutschfieber‘, als hätten sich die Brüder Grimm mit Cyberpunks zusammengetan. Der deutsch-deutsche Vereinigungswahnsinn, gesehen von Niklaus Schilling, der ‚Campe‘ unter den Regisseuren seiner Generation, setzt hier den Willi-Busch-Report von 1980 fort. Geht das überhaupt? Feen, Hänse im Glück, männliche Pechmarien und unbesiegbare Brüder kreuzen auf, wandeln sich im Hexenkessel im Herzen Deutschlands zu neurotischen Bürgermeistern, Werbeexperten, Medienvertretern und Kauf-mich-Bossen. Die märchensammelnden Brüder (Schilling und Koautor Roehler) halluzinieren: Im grenznahen Sperrgebiet experimentierten DDR-Frankensteins mit einem die kaputte Müllumwelt auffressenden Plastekarnickel, Goliath. Auch Willis resolute Schwester Adelheid (Dorothea Moritz – mit ihr verlegte und schrieb er einst die legendäre Werrapost) kriegt keine Ordnung ins Chaos.
Gebt es also auf, die von Anfang an aus dem Ruder laufenden Handlungsfäden zu ordnen. Der Film entspricht vollkommen den Zuständen, die er visuell beschreibt und uns akustisch infernalisch um die Ohren haut: Euphorie, Wirrnis und eine zerstörte Utopie, übrig bleibt Ernüchterung.“

„Eine Farce über die jüngste deutsche Vergangenheit, die nur teilweise funktioniert; ansonsten leidet der Film an seiner Hektik, an Schwächen im Dialog und an zuviel Situationskomik.“

## Hintergrund
Der Film ist die ungeplante Fortsetzung des im Jahr 1979 realisierten Willi-Busch-Reports. Mit dem Fall der Mauer und der gesamten deutsch-deutschen Grenze rückte das Werratal plötzlich wieder in die Mitte Deutschlands. Schon in den historischen Novembertagen 1989 wurden nicht zuletzt auch von vielen Bewohnern in West wie Ost Forderungen laut, dem ersten Willi-Busch-Report nun doch einen zweiten folgen zu lassen. Dabei war es nicht ganz einfach, den Erhalt der überflüssigen Grenzanlagen bis in den Sommer 1991 hinein zu sichern, da viele Einrichtungen und Anlagen in der Zeit nach der Grenzöffnung durch Souvenirjäger und Vandalen zerstört wurden. Mit Hinweisschildern an den verbliebenen Grenzanlagen bat Niklaus Schilling darum, die Bauwerke für die Dreharbeiten zu erhalten. Auch wenn damals in einer Szene ein Mädchen die deutsche Wiedervereinigung voraussagte, hat niemand ernsthaft daran glauben können, dass dies in absehbarer Zeit wirklich passieren werde. Die Schlusssequenz zeigt den Protagonisten Willi Busch direkt vor der unüberwindlichen deutsch-deutschen Grenze, mit den Nerven am Ende und mit der absurden Drohung, in die DDR zu fliehen. Exakt an dieser Stelle der Grenzanlagen ist am 12. November 1989 ein Übergang entstanden. Er verband wieder die beiden kleinen Städte Wanfried und Treffurt, im Film Friedheim und Burgstadt genannt.
Deutschfieber wurde im Programm der Internationalen Hofer Filmtage am 29. Oktober 1992 uraufgeführt. Hof (Saale) befindet sich ebenfalls im Zonenrandgebiet. 13 Jahre zuvor feierte dort bereits Der Willi-Busch-Report seine Uraufführung.